# ماري كلاي
ماري كلاي (بالإنجليزية: Marie Clay)‏ هي أكاديمية نيوزيلندية، ولدت في 3 يناير 1926 في ويلينغتون في نيوزيلندا، وتوفيت في 13 أبريل 2007 في أوكلاند في نيوزيلندا بسبب مرض.